# Qingyuan
Qingyuan (chiń. 清远; pinyin Qīngyuǎn) – miasto o statusie prefektury miejskiej w południowych Chinach, w prowincji Guangdong. W 2010 roku liczba mieszkańców miasta wynosiła 169 484. Prefektura miejska w 1999 roku liczyła 3 776 847 mieszkańców.